# Takeru Kitazono
Takeru Kitazono (北園 丈琉?, Kitazono Takeru; Osaka, 21 ottobre 2002) è un ginnasta giapponese, vincitore della medaglia d'argento ai Giochi olimpici estivi di Tokyo 2020 nel concorso a squadre.

## Palmarès

### Per il Giappone
- Giochi olimpici

Tokyo 2020: argento nel concorso a squadre;
- Giochi asiatici

Hangzhou 2022: argento nel concorso individuale; argento nelle parallele simmetriche; argento nel concorso a squadre;
- Campionati asiatici

Singapore 2023: argento nel concorso a squadre; bronzo nel concorso individuale;
- Giochi olimpici giovanili

Buenos Aires 2018: oro nel concorso individuale; oro nel corpo libero; oro negli anelli; oro nelle parallele simmetriche; oro nella sbarra;
- Mondiali juniores

2019: oro nelle parallele simmetriche; oro nel cavallo con maniglie; oro nel concorso a squadre;

### Per la Squadra mista
- Giochi olimpici giovanili

Buenos Aires 2018: argento nel concorso multidisciplinare a square misto;